# Urban Legend
Urban Legend è un film del 1998 diretto da Jamie Blanks.
Il film, nato dopo il successo di pellicole come Scream e So cosa hai fatto, prende spunto da alcune famose leggende metropolitane.
Dopo questo film sono stati realizzati due sequel, Urban Legend - Final Cut, uscito nei cinema nel 2000 e Urban Legend 3, uscito solo per il mercato home video nel 2005.

## Trama
Una ragazza, Michelle, sta viaggiando in macchina durante una nottata piovosa quando, notando che la benzina sta per finire, decide di fermarsi ad una stazione di servizio per fare rifornimento. Tuttavia, il benzinaio lì presente, dopo aver gettato un occhio all'auto, comincia a comportarsi in modo strano e, pur essendo balbuziente, prova a spiegarle qualcosa. La ragazza non capisce e il benzinaio con una scusa la invita dentro un ufficio della stazione e chiude la porta a chiave. Michelle è impaurita e, credendo che il benzinaio voglia farle del male, lo ferisce e scappa. L'uomo, ripresosi, mentre la ragazza fugge via, urla disperatamente che c’è qualcuno nascosto sul sedile posteriore della sua auto. La giovane, mentre sta guidando ancora scossa dall'accaduto, viene uccisa a colpi d’ascia da uno strano individuo con il giubbotto da eschimese.
Pendleton College, New England. La tranquillità del campus viene interrotta dall'omicidio di Michelle, che suscita subito l’interesse del giovane studente di giornalismo Paul. La sera successiva due ragazzi, Natalie e Damon, appartati in un bosco, vengono aggrediti da una persona che indossa un giubbotto da eschimese. A seguito di una lotta Damon, che era uscito dall’auto, viene sopraffatto ed impiccato vicino all'auto. Natalie, sconvolta, fugge, dopo essere riuscita a seminare il maniaco. Tuttavia, quando ritorna con Reese, la guardia giurata del Campus, non c'è traccia né della macchina né di Damon. La ragazza ipotizza un macabro scherzo di quest'ultimo, non nuovo a questo tipo di burle ma secondo alcuni amici, quali la sua migliore amica Brenda, Parker e Sasha, giovane studentessa radiofonica, il ragazzo sarebbe partito per il week end in montagna e per questo motivo non rintracciabile. Nel frattempo, lo stesso giorno, Tosh, compagna di stanza di Natalie, viene uccisa dallo stesso pazzo dopo aver messaggiato con lui in una chat anonima e tra l’altro con Natalie presente: la ragazza infatti, appena entrata in stanza, non accende la luce visto che a Tosh dava fastidio essere vista avere dei rapporti sessuali. La mattina seguente, Natalie rinviene il cadavere dell’amica insieme a una scritta sul muro che recita "Sei contenta di non aver acceso la luce stanotte?".
Natalie inizia a mettere in collegamento alla sua vicenda e alla morte della studentessa altri avvenimenti; il principale è la storia di un massacro avvenuto 25 anni prima nel college, avvenimento bollato come leggenda metropolitana ma oggetto di una prossima festa universitaria.
L'unico sopravvissuto nel frattempo è diventato insegnante: si tratta del professor Wexler. Il giorno dopo Natalie e Paul, indagando nel suo ufficio, scoprono una stanzina con strani oggetti, tra i quali un'ascia. Al momento di uscire vengono sorpresi proprio da Wexler che li porta dal preside. Il dirigente scolastico ricorda a Natalie di stare attenta con la legge, in quanto per una vecchia vicenda legata alla morte di un ragazzo, lei e Michelle sono sottoposte al regime della condizionale, di conseguenza la studentessa rischia la carcerazione in caso di recidiva.
Il professor Wexler non è l'unico sospettato da Natalie. Anche il bidello della scuola rientra nel novero, essendo uno dei pochi che si ricordi del massacro. Inoltre è un tipo strano e si trova sempre vicino ai luoghi dove sono stati ritrovati i cadaveri. I morti intanto continuano ad aumentare: Sasha, una conduttrice radiofonica, amica di Natalie, viene uccisa e la guardia di sicurezza del campus trova un lago di sangue nella stanza di Wexler. Natalie, la sua amica Brenda e Paul scappano dal Campus. Si fermano per chiamare aiuto in una stazione di servizio e mentre Paul telefona le ragazze aprendo il bagagliaio dell'auto trovano il cadavere di Wexler.
Impaurite corrono verso la campagna, inseguite da Paul, Brenda rimane indietro ma Natalie trova una macchina e si fa dare un passaggio. È il bidello della scuola che la invita a indossare il suo giubbotto, identico a quello del killer, per ripararsi dal freddo.
Natalie sospetta fortemente del collaboratore scolastico, quando spunta dalla direzione opposta una macchina con a bordo il presunto omicida che riesce a scaraventare fuori strada la macchina con i due, uccidendo il bidello nell'impatto.
Natalie, scappa dall'auto e torna al campus. Si ferma ad una colonnina SOS per chiamare le guardie del campus, ma non ottiene risposta. Sentite le grida della sua amica Brenda entra in un'ala abbandonata dell'università e la trova sdraiata a braccia e gambe allargate sul divano. Quando si avvicina per vedere se sta bene, Brenda la colpisce facendola svenire.
Tutti i cadaveri sono messi in bella mostra nella stanzetta, compreso quello del bidello, del professore di folklore, del Preside e di Damon, come delle foto ricordo.
Brenda ha fatto tutto questo per vendetta: il ragazzo ucciso nell'incidente causato tempo prima da Michelle con la macchina di Natalie, era infatti il suo fidanzato. Il piano di vendetta della ragazza prevedeva la ricaduta della responsabilità sul professore di folklore, grande conoscitore di leggende metropolitane, materia che stava appunto insegnando in quel periodo. Brenda lega l'amica ad un letto e minaccia di estirparle gli organi dal corpo, quando ad un certo punto arriva la guardia giurata con una pistola. Brenda riesce ad accoltellarla, facendola cadere in terra e disarmandola.
A questo punto arriva Paul che finge di voler fare uno scoop su tutti gli omicidi, promettendo in cambio delle rivelazioni il silenzio sul nome del killer. Brenda non si fida e sta per sparargli, ma viene colpita dalla guardia giurata. Natalie approfitta della confusione e impossessatasi della pistola di Brenda le spara, facendola cadere fuori dalla finestra.
Natalie e Paul salgono in auto e corrono a chiedere aiuto, ma dal sedile posteriore spunta Brenda con un'ascia e tenta di colpirli. Paul allora frena di colpo facendola sbalzare fuori dal parabrezza e precipitare in un fiume in piena. I due ragazzi, ormai salvi, guardano il corpo della donna galleggiare nell'acqua.
Tempo dopo gli avvenimenti narrati, un gruppo di studenti all'interno dello stesso campus si ritrova per parlare dell'accaduto; alcuni ci credono, altri no, reputando il tutto una delle tante leggende urbane in circolazione. Tuttavia uno dei presenti interviene affermando di conoscere la versione reale: si tratta nient'altro che di Brenda.

## Citazioni
- Damon Brooks (interpretato da Joshua Jackson) prima di venire ucciso, accende per errore la radio e per un attimo si sente la canzone "I Don't Want to Wait" di Paula Cole: la sigla iniziale del serial Dawson's Creek interpretato tra gli altri proprio da Joshua Jackson.